# 신경형태 컴퓨팅
신경형태 컴퓨팅(영어: neuromorphic computing) 또는 신경형태 공학(영어: neuromorphic engineering)은 1980년대 말에 카버 미드(Carver Mead)가 개발한 개념의 하나로, 신경계에 존재하는 신경생물학적 구조를 모방하기 위해 전자 아날로그 회로를 포함하는 초고밀도 집적 회로(VLSI) 시스템의 이용을 기술하고 있다. 최근에 "뉴로모픽"이라는 용어는 아날로그, 디지털, 또 이 둘을 혼합한 VLSI, 그리고 신경계 모델을 구현하는 소프트웨어 시스템(지각, 운동 제어, 다감각 집적화를 위해)을 기술하기 위해 사용되고 있다. 하드웨어 수준의 뉴로모픽 컴퓨팅의 구현은 산화물 기반의 멤리스터 한계 스위치, 트랜지스터를 통해 실현할 수 있다.
뉴로모픽 엔지니어링의 주요 개념은 개개의 뉴런, 회로, 애플리케이션의 형태론, 전반적인 아키텍처가 어떻게 원하는 연산을 수행하는지, 정보 표현에 어떻게 영향을 주는지, 강인성이 어떻게 악영향에 대해 영향을 미치는지, 어떻게 학습과 개발이 통합되는지, 어떻게 국소적 변화에 대해 순응하는지, 어떻게 점진적 변화를 가능케 하는지를 이해하는 것이다.
뉴로모픽 엔지니어링은 물리적인 아키텍처와 설계 원칙이 생물학적 신경계에 기반을 두는 시각계, 머리눈 시스템, 청각 프로세서, 완전자동 로봇 등 인공신경계를 설계하기 위해 생물학, 물리학, 수학, 컴퓨터 과학, 전자공학의 영감을 받는 학제간 주제이다.

## 응용
중국 톈진대와 칭화대 공동 연구진이 '네이처 일렉트로닉스'에 양방향 적응형 뇌-컴퓨터 인터페이스 기술에 대해 발표하였다. 기기가 뇌 상태를 학습해 스스로 알고리즘을 개선하는 방식으로 효율성과 정확도를 개선하는 방석이다. 인간의 뇌 신경망 구조를 모방한 뉴로모픽 반도체인 멤리스터를 이용해 뇌와 컴퓨터 간의 상호 작용을 만들었다. 기존 뇌-컴퓨터 연결보다 정확도는 20% 향상되고 에너지 소비는 1,000분의 1로 줄어들었다는 결과가 10명의 참가자를 대상으로 이 기기를 착용하고 드론 비행 시험을 한 결과 나왔다.

## 같이 보기
- 인지 컴퓨터
- 비전 처리 장치
- 뇌-컴퓨터 인터페이스
- 멤리스터
- 유도만능줄기세포
- CRISPR